# كأس ليتوانيا 2014–15
كأس ليتوانيا 2014–15 هو الموسم 26 من كأس ليتوانيا. أقيم خلال الفترة 15 يونيو 2014 وحتى مايو 2015، وأشرف على تنظيمه اتحاد ليتوانيا لكرة القدم، وكان عدد الأندية المشاركة فيه 46، وفاز فيه نادي جالغيريس.